# Mehmet Güney
Mehmet Güney (Siirt, Turska, 3. svibnja 1936.) je turski međunarodni sudac i diplomat.

## Karijera
Güney je svoju karijeru započeo kao asistent u uredu guvernera Ankare 1959. dok je nakon pet godina postao član ankarske odvjetničke komore. Poslije toga je radio u pravnom odjelu Ministarstva vanjskih poslova preko kojeg je postao turski veleposlanik na Kubi a zatim u Singapuru i Indoneziji. Nekoliko godina je radio u turskoj diplomatskoj misiji pri UN-u te turskoj ambasadi u Haagu.

### Međunarodna karijera
Između 1984. i 1989. godine Mehmet Güney je bio sudac na Europskom sudu za nuklearnu energiju u Parizu. 1991. je na temelju glasova izabran za člana Komisije za međunarodno pravo (ILC) pri Općoj skupštini UN-a. Sucu Güneyju je mandat trajao pet godine te je bio potpredsjednik ILC-a. Također, bio je i član ILC-ove radne skupine koja je sastavila statut za Međunarodni kazneni sud.
1995. godine ga je glavni tajnik UN-a Boutros Boutros-Ghali imenovao za člana Međunarodne komisije za utvrđivanje stanja u Burundiju tijekom tamošnjeg građanskog rata a koju je osnovalo Vijeće sigurnosti. 1998. bio je člavni predstavnik turske delegacije pri UN-ovoj diplomatskoj konferenciji za osnovanje Međunarodnog kaznenog suda.
Tako je Mehmet Güney 1998. postao sudac Međunarodnog suda za ratne zločine u Ruandi a od 2001. i sudac na Međunarodnom suda za ratne zločine na području Jugoslavije (ICTY).
Žalbeno vijeće ICTY-a u sudačkom sastavu Theodor Meron (predsjedavajući), Mehmet Güney, Patrick Robinson, Carmel Agius i Fausto Pocar je 16. studenog 2012. na temelju većine glasova donijelo oslobađajuće presude hrvatskim generalima Anti Gotovini i Mladenu Markaču. Za oslobađanje oba generala glasali su Güney, Meron i Robinson dok su protiv oslobađanja bili Pocar i Agius.